# Altentreptow

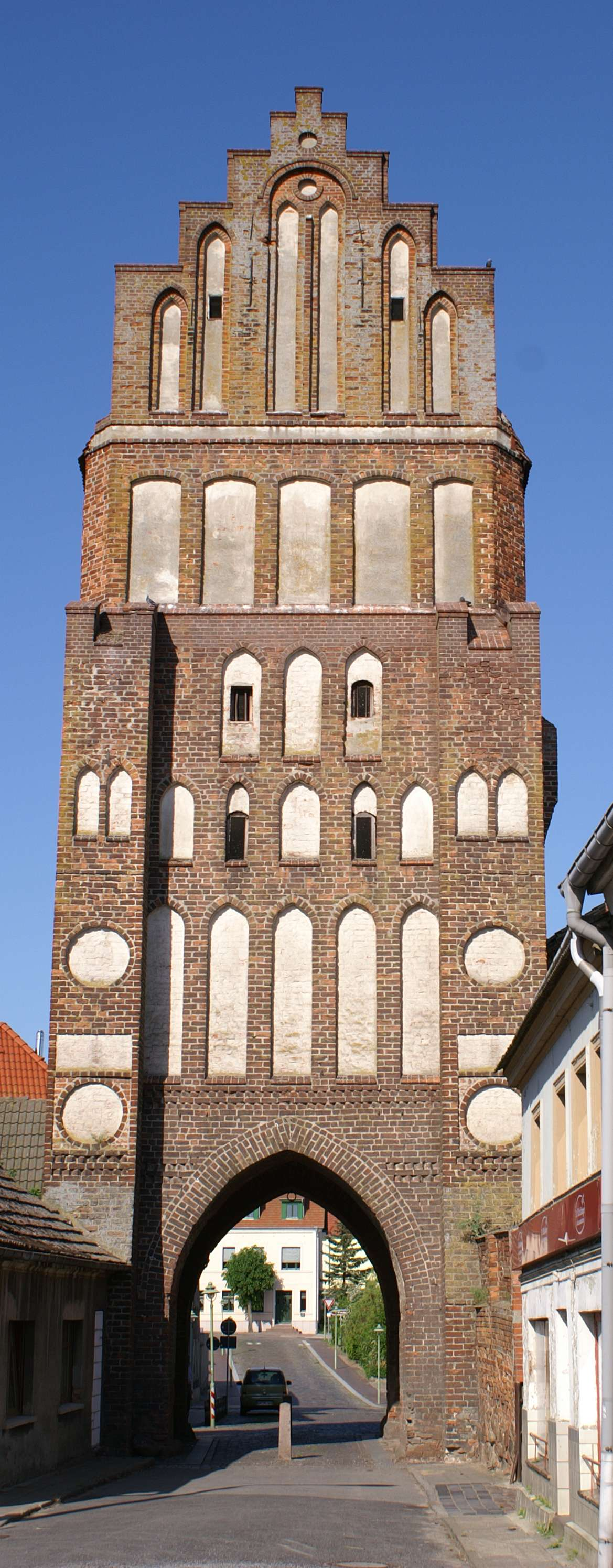
Altentreptow

Altentreptow (API: /altənˈtʁeːpto/) este un oraș în Districtul Demmin , în Mecklenburg-Pomerania Inferioară, Germania. Este situat pe cursul râului Tollense, la 15 km nord de Neubrandenburg. Până în 1939 orașul a fost numit Treptow an der Tollense.